# بوطیقای فضا
بوطیقای فضا (فرانسوی: La Poétique de l'Espace‎) کتابی نوشته شده در سال ۱۹۵۸ دربارهٔ معماری است که فیلسوف فرانسوی گاستون باشلار نوشته‌است. منتقدان نظرات باشلار را با مارتین هایدگر مقایسه کرده‌اند.

## مقبولیت
این کتاب بر فیلسوفانی چون پل ریکور، ادوارد اس. کیسی و منتقدینی چون کامیل پالیا اثر گذاشته‌است. ریکور تحت تأثیر درک باشلار از تخیل قرار گرفته و کیسی این کتاب را در کار خودش با عنوان «بازگشت به مکان» بسیار مؤثر می‌داند.
همچنین جان اوکمن در مجله طراحی هاروارد در مروری بر این کتاب آن را با دو جستار هستی و زمان و ساختن ساکن شدن فکر کردن هایدگر مقایسه می‌کند.